# Парко деј Принчипи (Ређо Емилија)
Парко деј Принчипи је насеље у Италији у округу Ређо Емилија, региону Емилија-Ромања.
Према процени из 2011. у насељу је живело 3 становника. Насеље се налази на надморској висини од 1023 м.